# 河八王属
河八王属（学名：Narenga）是禾本科下的一个属，为多年生高大草本植物。该属共有约数种，主要分布于东亚。